# Pseudo-Alexios II. (Sultanat Rum)
Pseudo-Alexios II. Komnenos (mittelgriechisch Ψευδο-Ἀλέξιος Β΄ Κομνηνός; † um 1197 bei Nikomedia) war ein byzantinischer Usurpator gegen Kaiser Alexios III.

## Leben
Pseudo-Alexios II. war einer von mehreren Thronprätendenten des Byzantinischen Reiches, die in der Regierungszeit der Dynastie der Angeloi (1185–1204) in Kleinasien auftraten und von sich behaupteten, der Kaiser Alexios II. zu sein, der 1183 ermordet worden war. 
Der Pseudo-Alexios meldete zuerst im Juli 1195 von Kilikien aus seine Thronansprüche gegen Alexios III. an, war aber bald gezwungen, zum Seldschuken-Fürsten von Ankara, Muhyi ad-Din Mas'ud Schah, zu flüchten. Mit Hilfe türkischer Truppen besetzte er 1196 nach viermonatiger Belagerung Dadybra, eine Stadt im östlichen Hinterland von Herakleia an der bithynischen Schwarzmeerküste, und brachte auch die byzantinischen Grenzfestungen Krateia und Klaudiopolis unter seine Kontrolle. Eine kaiserliche Gegenoffensive unter dem Kommando des Manuel Kantakuzenos scheiterte. Im Dezember 1196 schlossen beide Seiten einen Friedensvertrag, in dem sich Alexios III. zu Tributzahlungen an Mas'ud verpflichtete. 
Der Pseudo-Alexios etablierte sein Regime kurzzeitig so weit, dass er in seinem Herrschaftsbereich, der sogar mehrere Festungen im Umland Ankaras einschloss, von der Bevölkerung Steuern einziehen konnte. Auf dem Vormarsch nach Nikomedia wurde er (spätestens) 1197 getötet; möglicherweise wurde er aber auch von Mas'ud selbst beseitigt, um sich eines gefährlichen Rivalen zu entledigen. Alexios III. gelang es jedenfalls nicht mehr, die verlorenen Gebiete für Byzanz zurückzugewinnen.